# (473057) 2015 HU88
(473057) 2015 HU88 es un asteroide perteneciente al cinturón de asteroides, descubierto el 13 de marzo de 2010 por Wide-field Infrared Survey Explorer desde el telescopio espacial Wide-Field Infrared Survey Explorer (WISE), Estados Unidos.

## Designación y nombre
Designado provisionalmente como 2015 HU88.

## Características orbitales
2015 HU88 está situado a una distancia media del Sol de 3,101 ua, pudiendo alejarse hasta 3,597 ua y acercarse hasta 2,605 ua. Su excentricidad es 0,159 y la inclinación orbital 15,53 grados. Emplea 1994 días en completar una órbita alrededor del Sol.

## Características físicas
La magnitud absoluta de 2015 HU88 es 16,2. Tiene 2,724 km de diámetro y su albedo se estima en 0,031.